# ایست بروتون، کبک
ایست بروتون (به فرانسوی: East Broughton) شهری در منطقه شهری له آپالاش ناحیه شودییر-آپالاش در استان کبک کانادا است. در سرشماری سال ۲۰۱۱ این شهر ۲٬۳۶۶ نفر جمعیت داشته‌است و مساحت آن ۹٫۳۱ کیلومتر مربع است.